# Данакиль (пустыня)
Да́накиль (амх. ዳንኪል, араб. الدناكل‎, тигринья ዳናኪል, фр. Danakil) — пустыня в северо-восточной Африке, в Афарской котловине на севере Эфиопии и юго-востоке Эритреи и на севере Джибути. Открыта и исследована европейцами только в 1928 году. Занимает площадь около 100 000 км². За год в Данакиле выпадает 100—200 миллиметров дождя. Температура почвы может достигать 70°С. Населена народом афар, которые преимущественно занимаются добычей соли. Мощные отложения соли (местами глубиной до 2000 метров) и найденные здесь окаменевшие кораллы свидетельствуют о том, что раньше вместо пустыни здесь был океан. Разведаны запасы калия: объём — около 105 миллионов тонн, мощность слоёв — более 100 метров. Растительность скудная, но тем не менее в Данакиле встречаются травоядные: зебра Греви, сомалийская газель и дикий осёл.
Несмотря на высокую температуру, низкую влажность, извергающиеся вулканы, ядовитые испарения, озёра из нефти и серной кислоты и прочие опасные для человека факторы, пустыня Данакиль является популярной туристической достопримечательностью.
Примечательные объекты
- Одноимённая впадина
  - Спящий вулкан Аялу (2145 метров)
  - Дремлющий вулкан Даллол (-48 метров), который породил ряд серных источников[5]
  - Действующий вулкан Эртале[6] (613 метров)
  - Устье реки Аваш, которая в засушливые годы здесь пересыхает и рассыпается на цепь солёных озёр, немного не достигая Индийского океана[7]
  - Поселение Даллол
- Действующий вулкан Даббаху (1442 метров)
- Спящие вулканы Афдера (1295 метров) и Асавио (1338 метров)